# Serrat dels Cellers
El Serrat dels Cellers és una muntanya de 612 metres que es troba entre els municipis de Balsareny i de Castellnou de Bages, a la comarca catalana del Bages.